# Raionul Baștanka (pre-2020), Mîkolaiiv
Baștanka (în ucraineană Баштанський район, transliterat: Baștanskîi raion) este un raion în regiunea Mîkolaiiv, Ucraina. Reședința sa este orașul Baștanka.

## Demografie
Componența lingvistică a raionului Baștanka
     Ucraineană (91,37%)
     Rusă (5,51%)
     Alte limbi (3,12%)
Conform recensământului din 2001, majoritatea populației raionului Baștanka era vorbitoare de ucraineană (91,37%), existând în minoritate și vorbitori de rusă (5,51%).